# Allianshallen

Allianshallen var en sporthall i Boländerna i Uppsala med huvudfokus på innebandy. Allianshallen fungerade bland annat som hemmaplan för FBC Uppsalas herr- och damlag samt IK Sirius damlag i innebandy. Sirius herrlag hade sin hemmaplan i den större sportanläggningen Fyrishov men har nu flyttat till nybyggda IFU Arena. Åren 2000-2013 samt 2016 arrangerades även ett av Sveriges största datorpartyn, Birdie i hallen.
Allianshallen togs i bruk som sporthall i januari 1999, i lokaler som tidigare tillhörde Almqvist & Wiksell.. Sedan 2016 har all verksamhet flyttats till IFU arena.
Uppsala universitet använde ibland hallen för tentaskrivningar.